# Bengt Gustavsson
Bengt Olof Emanuel „Julle“ Gustavsson (* 13. Januar 1928 in Ringarum, Östergötlands län; † 16. Februar 2017 in Norrköping, Östergötlands län) war ein schwedischer Fußballspieler und -trainer. Als Spieler wurde er 1958 Vizeweltmeister und mit dem IFK Norrköping dreimal Schwedischer Meister. Als Trainer begründete er Ende der 1960er Jahre die goldene Ära von Åtvidabergs FF.

## Karriere

### Vereinsjahre

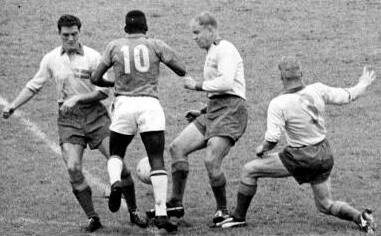
Gustavsson (l.) mit zwei schwedischen Spielern im Duell mit Pelé im WM-Endspiel 1958

Bengt Gustavsson kam 1947 vom Verein seines Heimatortes Gusum zum seinerzeitigen Spitzenverein IFK Norrköping, wo er am Ende der Ära des ungarischen Trainers Lajos Czeizler ab 1949 den zum AC Milan gewechselten Gunnar Nordahl im Mittelfeld ersetzen sollte. In seinem ersten Spiel gegen AIK erzielte er auch gleich drei Treffer. Ab 1950 war der Österreicher Karl Adamek Trainer des Vereins, der ihn aber zum Abwehrspieler umfunktionierte. Norrköping wurde 1948, 1952 und 1956 Landesmeister und erreichte 1953 auch das Pokalfinale.
Im Oktober 1951 gab Bengt Gustavsson sein Debüt in der schwedischen Nationalmannschaft bei einer 1:3-Niederlage in Kopenhagen gegen Dänemark im letzten Spiel des Turniers um die Nordische Meisterschaft 1948–51, welches Schweden dennoch als Sieger beendete. Im Jahr darauf nahm er mit Schweden an den Olympischen Spielen in Helsinki teil und gewann dort nach einer 0:6-Halbfinalniederlage gegen die aufstrebende Goldene Mannschaft der Ungarn mit einem 2:0 gegen Deutschland die Bronzemedaille. 1953 wurde Bengtsson der Guldbollen, der „Goldene Ball“ verliehen und damit als Schwedischer Fußballer des Jahres ausgezeichnet.
Zur Saison 1956/57 wechselte er zu Atalanta Bergamo in die italienische Serie A. Hier wurde er auf Anhieb als Libero zum defensiven Rückhalt seiner Mannschaft. 1958 stieg er mit Atalanta in die Serie B ab, stieg aber umgehend unter dem Österreicher Karl Adamek, der auch hier für ein Jahr wirkte, wieder auf.
1958 war Gustavsson an der Seite der weiteren Italien-Legionäre Gunnar Nordahl, Nils Liedholm und Gunnar Gren Stammspieler der Nationalmannschaft, die bei der Fußball-Weltmeisterschaft 1958 nach einer 2:5-Finalniederlage gegen Brasilien in Stockholm Vizeweltmeister wurde.
Nach der Saison 1960/61 kehrte Gustavsson nach Schweden zurück und beendete bis 1965 beim seinerzeit zweitklassigen Åtvidabergs FF seine Spielerlaufbahn. Bereits 1963 bestritt er sein letztes von insgesamt 57 Länderspielen.

### Trainerjahre
Von 1964 bis 1970 war Gustavsson Trainer bei Åtvidabergs FF. Mit dem Aufstieg in die erste Liga, die Allsvenskan, 1967 begründete er die goldene Ära des Vereines und gewann 1970 den Pokal durch einen 2:0-Sieg im Finale gegen Sandvikens IF aus Uppsala. Das war der erste Titel der Vereinsgeschichte und der erste von vier Titeln, die Åtvidabergs FF bis 1973 gewinnen sollte. Conny Torstensson und Benno Magnusson gehören zu den bekannteren Spielern, die Gustavsson in die Mannschaft Åtvidabergs integrierte.
Von 1971 bis 1972 trainierte Bengt Gustavsson kurzfristig die schwedische Jugendnationalmannschaft. In späteren Jahren trainierte er Östers IF von 1973 bis 1974, von 1975 bis 1978 und 1985 als Assistenztrainer IFK Norrköping. Von 1979 bis 1981 war er Trainer von Hammarby IF und von 1982 bis 1983 beim Zweitligisten IK Sleipner, der 1983 in die dritte Liga abstieg.

## Erfolge
Spieler
- Vizeweltmeister: 1958
- Olympische Spiele: Bronze-Medaille 1952
- Schwedischer Meister: 1947/48, 1951/52, 1955/56
- Schwedens Fußballer des Jahres: 1953

Trainer
- Schwedischer Pokalsieger: 1969/70
- Aufstieg in die erste Liga: 1967